# Veprcsani
Veprcsani (macedónul: Вепрчани) település Észak-Macedóniában, a Pelagonijai körzet Prilepi járásában.

## Népesség
| Lakosok száma | 369  | 410  | 367  | 203  | 62   | 21   | 18   | 10   | 2    |
|               | 1948 | 1953 | 1961 | 1971 | 1981 | 1991 | 1994 | 2002 | 2021 |

- 2002-ben 10 lakosa volt, akik mindannyian macedónok.